# ジェフリー・ハンター
ジェフリー・ハンター（Jeffrey Hunter、1926年11月25日 - 1969年5月27日）は、アメリカ合衆国ルイジアナ州ニューオーリンズ出身の俳優である。本名はヘンリー・ハーマン・マッキニーズ・ジュニア（Henry Herman McKinnies, Jr.）。

## 略歴
アメリカ海軍除隊後にUCLAに学ぶ。際立った美形を買われ、20世紀フォックス社の専属俳優として1950年代に活躍した。正統派二枚目俳優として、フォックス社の同僚ロバート・ワグナーと共にアイドル的人気を博し、その容貌からヘンリー・フォンダの再来と言わしめるが、1960年代に入ると精彩を欠き、テレビドラマへの出演が多くなった。
ニコラス・レイ監督作品である『キング・オブ・キングス』ではイエス・キリスト役を演じ、物議をかもした。
人気SFシリーズ『スタートレック』（宇宙大作戦）のパイロット版エピソード『歪んだ楽園』にクリストファー・パイク役で主演しているが、製作会社の意向やハンターの映画に専念したいという意向など双方の事情で降板している。
1969年に癌を病み、脳梗塞のため42歳で死去。同年に公開された主演作『暴力シンジケート/乱射!白昼のマシンガン戦争』が遺作となった。
女優のバーバラ・ラッシュを始め、3度の結婚歴がある。

## 主な出演作品
| 公開年 | 邦題 原題                                                    | 役名                      | 備考 |
| ------ | ------------------------------------------------------------ | ------------------------- | ---- |
| 1951   | フロッグメン The Frogmen                                     | パピー                    |      |
| 1952   | 赤い空 Red Skies of Montana                                  | エド・ミラー              |      |
| 1952   | 続 一ダースなら安くなる Belles on Their Toes                 | ボブ・グレイソン          |      |
| 1952   | ジャングルの逃亡者 Lure of the Wilderness                    | ベン                      |      |
| 1954   | 高原の三銃士 Three Young Texans                              | ジョニー・コルト          |      |
| 1955   | 白い羽根 White Feather                                       | リトル・ドッグ            |      |
| 1955   | 七匹の無法者 Seven Angry Men                                 | オーウェン・ブラウン      |      |
| 1955   | 黄金の都 Seven Cities of Gold                                | Matuwir                   |      |
| 1956   | 捜索者 The Searchers                                         | マーティン・ポウリー      |      |
| 1956   | 誇り高き男 The Proud Ones                                    | アンダーソン              |      |
| 1956   | 機関車大追跡 The Great Locomotive Chase                      | ウィリアム・A・フューラー |      |
| 1956   | 赤い崖 A Kiss Before Dying                                   | ゴードン・グラント        |      |
| 1956   | 西部の三人兄弟 Gun for a Coward                              | ブレス                    |      |
| 1957   | 無法の王者ジェシイ・ジェイムス The True Story of Jesse James | フランク・ジェームズ      |      |
| 1958   | 最後の歓呼 The Last Hurrah                                   | アダム                    |      |
| 1958   | 大戦争 In Love and War                                       | ニコ                      |      |
| 1960   | バファロー大隊 Sergeant Rutledge                             | トム                      |      |
| 1960   | 戦場よ永遠に Hell to Eternity                                | ガイ                      |      |
| 1960   | 四人の恐迫者 Key Witness                                     | フレッド・モロー          |      |
| 1961   | 男の罠 Man-Trap                                              | マット・ジェイムソン      |      |
| 1961   | キング・オブ・キングス King of Kings                         | イエス・キリスト          |      |
| 1962   | 史上最大の作戦 The Longest Day                               | ジョン・H・フューラー     |      |
| 1962   | 最後の一人 No Man Is an Island                               | ジョージ・R・トウィード   |      |
| 1963   | シーザーの黄金 Oro per i Cesari                              | レイサー                  |      |
| 1963   | テキサス保安官 The Man from Galveston                        | ティモシー・ヒギンズ      |      |
| 1965   | 荒野の群盗 Joaquín Murrieta                                  | ホアキン・ムリエタ        |      |
| 1967   | プレイラブ48章 A Guide for the Married Man                   | テクニカル・アドバイザー  |      |
| 1967   | カスター将軍 Custer of the West                              | ベンティーン              |      |
| 1969   | 暴力シンジケート/乱射!白昼のマシンガン戦争 ¡Viva América!    | フランク                  |      |